# John Hope, 2. Earl of Hopetoun
John Hope, 2. Earl of Hopetoun (* 7. September 1704; † 12. Februar 1781) war ein schottisch-britischer Adliger.
Er war der älteste Sohn des Charles Hope, 1. Earl of Hopetoun, aus dessen Ehe mit Lady Henrietta Johnstone, Tochter des William Johnstone, 1. Marquess of Annandale. Beim Tod seines Vaters erbte er 1742 dessen Adelstitel als 2. Earl of Hopetoun.
Von 1744 bis 1760 hatte er das Amt des Lord of Police (Innenminister) für Schottland inne. 1747 wurde er wegen einer Geisteskrankheit seines Halbonkels, George Johnstone, 4. Earl of Annandale and Hartfell (1720–1792), zum Treuhänder (Curator bonis) über dessen Vermögen bestimmt. 1754 war er Lord High Commissioner to the General Assembly of the Church of Scotland.

## Ehen und Nachkommen
Hope war drei Mal verheiratet. In erster Ehe heiratete er am 14. September 1733 Lady Anne Ogilvy († 1759), eine Tochter des James Ogilvy, 5. Earl of Findlater. Mit ihr hatte er vier Töchter und fünf Söhne:
- Lady Elizabeth Hope (1736–1756), ⚭ 1754 Henry Douglas, Earl of Drumlanrig (1722–1754), Sohn des Charles Douglas, 3. Duke of Queensberry;
- Lady Henrietta Hope (1738–1738);
- Charles Hope, Lord Hope (1740–1766);
- James Hope-Johnstone, 3. Earl of Hopetoun (1741–1816);
- Hon. John Hope (1743–1759);
- Lady Henrietta Hope (1746–1786);
- Hon. William Hope (1749–1750);
- Hon. Henry Hope (1749–1776);
- Lady Sophia Hope (1759–1813), ⚭ 1779 Charles Hamilton, 8. Earl of Haddington.

In zweiter Ehe heiratete er am 30. Oktober 1762 Jane Oliphant († 1767), Tochter von Robert Oliphant, Gutsherr von Rossie in Perthshire. Mit ihr hatte er zwei Töchter und einen Sohn:
- Lady Anne Hope (1763–1780);
- John Hope, 4. Earl of Hopetoun (1765–1823), General der British Army;
- Lady Jane Hope (1766–1829), ⚭ (1) 1793 Henry Dundas, 1. Viscount Melville, ⚭ (2) 1814 Thomas Wallace, 1. Baron Wallace.

In dritter Ehe heiratete er am 10. Juni 1767 Lady Elizabeth Leslie († 1788), Tochter von Alexander Melville, 5. Earl of Leven. Mit ihr hatte er zwei Söhne und vier Töchter:
- Hon. Charles Hope of Waughton (1768–1828), MP, General der British Army;
- Hon. Sir Alexander Hope (1769–1837), MP, General der British Army;
- Lady Charlotte Hope (1771–1834), ⚭ 1793 Rt. Hon. Charles Hope of Ganton, Lord President des Court of Session;
- Lady Margaret Hope (1772–1831), ⚭ 1793 Alexander Maclean of Ardgour († 1855);
- Lady Mary Anne Hope (1773–1838), ⚭ 1794 Patrick Murray of Ochtertyre († 1837).